# Анет Баба Кишикулы
Ане́т Баба́ Кишикулы́ (1626—1723) — казахский государственный деятель, правовед и учёный (бий), член совета ханской Орды, советник Тауке-хана (1680—1715). В знак уважения к нему был прозван «бием всех биев». Происходит из подрода кишик рода тобыкты племени аргын.
Дед бия Кенгирбая Жандосулы, предок поэта Абая Кунанбаева.
Окончил медресе в Бухаре. Знал мусульманские правовые и теологические нормативы. Был известен, по сообщениям современников, своим красноречием и справедливостью. Совместно с рядом других биев участвовал в составлении свода законов «Жеті жарѓы» (рус. «Семь установлений»), представлявшего собой собрание норм казахского обычного права и предписаний шариата, великолепным знанием которого отличался Кишикулы. Выступал за единство и сплоченность народа, независимость и целостность родного края.
Был убит вместе со своими пятью сыновьями во время набега джунгарских племён с востока на территорию нынешнего Казахстана, известного как «Актабан шубырынды» — «Великого бедствия», который вынудил казахов отступить от Сырдарьи. Местом его гибели считается гора Каратау.
В 2007 году одна из улиц Алма-Аты была названа в его честь.
В 2022 году одна из улиц города Астаны  была названа в его честь.